# My Little Princess
My Little Princess es una película dramática franco-rumana de 2011 dirigida por Eva Ionesco e inspirada en su relación con su madre, la conocida fotógrafa artística Irina Ionesco, cuyas fotos de su pequeña hija causaron controversia cuando se publicaron en la década de 1970. La película ilustra una situación que a primera vista parece ser una paradoja: mientras revela más y más de su hija al público, la madre parece separarse cada vez más de ella y viceversa.
La película fue protagonizada por Isabelle Huppert y Anamaria Vartolomei. Escrito por la misma Ionesco Marc Cholodenko y Philippe Le Guay.

## Sinopsis
Violetta es criada por su abuela ("Mamie", el equivalente francés de "Abuela"). Su madre Hanna trata de ganarse la vida tomando fotografías y se concentra en sus sueños para convertirse en una artista famosa. Para tener éxito como artista, no le preocupa salir con hombres de reputación cuestionable. Solo de vez en cuando visita a su hija, pero durante estas ocasiones se le ocurre que su hija podría ser un modelo potencial. Ella comienza a explotar a su hija que al transformarse se aleja cada vez más de otros niños de su edad. En la escuela eventualmente es frecuentemente insultada y rechazada. Entonces Mamie muere y las fotografías de Hanna están a punto de sobrepasar inequívocamente la línea de aceptabilidad. Hanna incluso obliga a Violetta a cooperar sin piedad al retener su comida en caso de que no acepte posar para fotografías cada vez más atrevidas. Finalmente, el derecho de custodia de Hanna para su hija de doce años está en juego.

## Reparto
- Isabelle Huppert como Hanna Giurgiu.
- Anamaria Vartolomei como Violetta Giurgiu.
- Denis Lavant como Ernst.
- Louis-Do de Lencquesaing como Antoine Dupuis.
- Georgetta Leahu como Mamie.
- Jethro Cave como Updike.
- Pascal Bongard como Jean.
- Anne Benoît como Madame Chenus.
- Johanna Degris-Agogue como Apolline.
- Déborah Révy como Nadia.
- Lou Lesage como Rose.
- Nicolas Maury como Louis.
- Pauline Jacquart como Fifi.